# Hokitika River
Der Hokitika River ist ein Fluss in der Region West Coast auf der Südinsel von Neuseeland.

## Geographie
Der Hokitika River entspringt in den Neuseeländischen Alpen, wenige hundert Meter nördlich des 2119 m hohen Mount Marion. Von seinem Quellgebiet aus fließt der Fluss zunächst kurzzeitig nach Nordnordosten, um dann nach Nordnordwesten und in einem Bogen im Uhrzeigersinn die Richtung nach Nordosten vorzunehmen. Dies währt nur kurz. Weitere Richtungsänderungen des Flussverlaufes nach Nordnordosten, nach Westen, nach Nordnordwesten, in einem Bogen nach Westen, in einem Bogen nach Nordosten, nach Nordnordwesten, in einem Bogen nach Ostnordosten und schließlich in einem Bogen nach Nordwesten sind die Folgen des sich durch die Berge und auf seinen letzten rund 35 km durch ein Flachland schlängelnden Flusses.
Der Hokitika River mündet direkt südwestlich angrenzend an die Stadt Hokitika und rund 880 m westnordwestlich des New Zealand State Highway 6, der den Fluss mit einer rund 850 m langen Brücke überquert, in die Tasmansee.
Das Flachland, das der Hokitika River am westlichen Rand und am Fuße der Berge durchquert ist ein Schwemmland mit einer Größe von 10 km × 12 km, dass sich der Fluss mit seinem rechten Nebenfluss Kokatahi River teilt.
Weitere Nebenflüsse sind der Kaniere River und der Mungo River rechtsseitig die Wässer hinzutragend und linksseitig tut dies einzig der Whitcombe River.

## Geschichte
Während des Goldrauschs in Neuseeland in den 1860er Jahren wurde der Mündungsbereich des Flusses als Hafen genutzt. Doch wegen der sich immer wieder verändernden Sandbänke an der Flussmündung kam es oft zu Schiffbrüchen und mit dem Ende des Goldrausches war die Nutzung des Hafens nicht mehr interessant.

## Nutzung
Das fruchtbare Schwemmland wird für die Milchwirtschaft genutzt.